# Josiah Child
Pour les articles homonymes, voir Child.
Sir Josiah Child (Londres, 1630-1699), 1er baronnet Child de Wanstead, est un commerçant et économiste anglais. Il accumule rapidement une grande fortune et devient en 1674 Directeur à la Compagnie anglaise des Indes orientales, où il travaille jusqu'à sa mort.  
Il publie en 1668 un ouvrage qui a une influence certaine New discourse of trade, dans la tradition du Mercantilisme anglais. Il prône l'imposition par la loi de taux d'intérêt très bas (4 % au lieu de 6 %) comme un moyen d'assurer la prospérité générale, et présente les Actes de Navigation comme plus adaptés aux besoins de la défense qu'aux intérêts du commerce. Il est avec William Petty et Dudley North l’un des représentants de l'école anglaise des précurseurs de l'économie, formée par le commerce international.

## Biographie
Josiah Child est né à Londres en 1630, deuxième fils d'une vieille famille de commerçants londoniens. À l'âge de 25 ans, ayant accompli avec succès son temps d'apprentissage dans le commerce familial, il s'établit à son compte à Portsmouth, comme avitailleur, * puis trésorier adjoint de la marine royale. Il accumule une confortable fortune, et devient actionnaire majeur de la compagnie des Indes Orientales. Élu maire de Portsmouth en 1658, il devient membre du Parlement en 1659 représentant Petersfield, puis Dartmouth (1673-1678) et enfin Ludlow (1685-1687). Il est fait baronnet en 1678. 
Sa défense, par oral comme par écrit en usant du pseudonyme Philopatris, de la revendication par la « East India Company » d'un pouvoir politique, comme de son droit à restreindre la compétition dans ses affaires commerciales, le font remarquer par ses actionnaires. Il en devient l'un des directeurs en 1677, puis, successivement son gouverneur adjoint et gouverneur.
Dans cette position il est pendant longtemps pratiquement la seule autorité dans la compagnie au point qu'il la dirige comme si elle était sa propre affaire personnelle. Il emploie tous les moyens pour maintenir son monopole commercial et pour éliminer ses rivaux, notamment lorsque la Révolution de 1688 le prive, avec les Stuart, de son principal soutien politique. C'est seulement en 1698 que la « Nouvelle compagnie » peut être instituée. Il est crédité de sa transformation en compagnie armée; mais la renonciation réelle à la doctrine du trafic pacifique est adoptée en janvier 1686, sous le Gouverneur Sir Joseph Ash, lorsque Child est temporairement éloigné de la compagnie. Il est mort le 22 juin 1699.

## Œuvres
Child donne plusieurs contributions importantes à la littérature économique; en particulier avec son Brief Observations concerning Trade and the Interest of Money (1668), et surtout A New Discourse of Trade (probablement écrit en 1665, avec des éditions sous différents titres notamment en 1668 et 1690). Il était considéré comme un modéré dans ses temps de domination de la pensée mercantiliste, et est parfois considéré comme une sorte de pionnier du développement des doctrines de libre-échange qui dominent le XVIIe siècle. Il fait diverses propositions pour améliorer le commerce britannique en suivant l'exemple hollandais, et se fait l'avocat de l'importance des bas taux d'intérêt comme cause première de toutes les raisons qui ont fait la richesse des Hollandais. Il pense que ces taux d'intérêt devaient être mis en place et maintenus par les autorités. 
Child, bien que souscrivant à la doctrine de l'équilibre commercial, observe qu'un peuple ne peut toujours vendre à un autre sans lui acheter des marchandises, et refuse de croire que l'exportation des métaux précieux peut être nécessairement négatif. Il a l'attirance mercantiliste en faveur d'une population nombreuse et devient l'ardent avocat d'un nouveau dispositif de secours et d'emploi des pauvres. Il est aussi à noter son plaidoyer en faveur du monopole de la mère patrie sur le commerce avec les colonies.